# Martin Ručinský
Martin Ručinský (* 11. března 1971 Most) je bývalý český hokejový útočník. V letech 2016–2017 byl generálním manažerem české hokejové reprezentace.
Je držitelem dvou olympijských medailí (zlata z Nagana 1998 a bronzu z Turína 2006), tří zlatých medailí z mistrovství světa (1999, 2001 a 2005) a držitelem titulu mistra české extraligy ze sezóny 2014/2015, po které ukončil aktivní sportovní kariéru.
Pro Světový pohár v ledním hokeji 2016 převzal funkci generálního manažera české hokejové reprezentace, přičemž v této funkci zůstal i po zbytek sezóny 2016/2017. V srpnu 2017 oznámil, že v této pozici končí a dále bude u týmu působit při významných akcích jako konzultant.

## Ocenění a úspěchy
- 1991 MSJ - All-star Tým
- 1999 MS - All-star Tým
- 2001 MS - All-star Tým
- 2004 MS - Top tří hráčů v týmu
- 2015 ČHL - Hokejista sezony
- V roce 2019 uveden do Síně slávy českého hokeje.

## Prvenství
- Debut v NHL - 10. ledna 1992 (Buffalo Sabres proti Edmonton Oilers)
- První gól v NHL - 14. dubna 1992 (Quebec Nordiques proti Buffalo Sabres, brankáři Clintu Malarchukovi)
- První asistence v NHL - 15. dubna 1992 (Buffalo Sabres proti Quebec Nordiques)
- První hattrick v NHL - 25. ledna 1996 (Florida Panthers proti Montreal Canadiens)

## Klubová statistika
| Sezóna       | Klub                 | Soutěž       |     | Základní část | Základní část | Základní část | Základní část | Základní část |   | Play off | Play off | Play off | Play off | Play off |
| Sezóna       | Klub                 | Soutěž       | Z   | G             | A             | B             | TM            | Z             | G | A        | B        | TM       |          |          |
| 1988–89      | TJ CHZ Litvínov      | ČSHL         | 3   | 1             | 0             | 1             | 2             | —             | — | —        | —        | —        |          |          |
| 1989–90      | TJ CHZ Litvínov      | ČSHL         | 39  | 12            | 6             | 18            | —             | 8             | 5 | 3        | 8        | —        |          |          |
| 1990–91      | HC CHZ Litvínov      | ČSHL         | 49  | 23            | 18            | 41            | 69            | 7             | 1 | 3        | 4        | 10       |          |          |
| 1991–92      | Edmonton Oilers      | NHL          | 2   | 0             | 0             | 0             | 0             | —             | — | —        | —        | —        |          |          |
| 1991–92      | Cape Breton Oilers   | AHL          | 35  | 11            | 12            | 23            | 34            | —             | — | —        | —        | —        |          |          |
| 1991–92      | Quebec Nordiques     | NHL          | 4   | 1             | 1             | 2             | 2             | —             | — | —        | —        | —        |          |          |
| 1991–92      | Halifax Citadels     | AHL          | 7   | 1             | 1             | 2             | 6             | —             | — | —        | —        | —        |          |          |
| 1992–93      | Quebec Nordiques     | NHL          | 77  | 18            | 30            | 48            | 51            | 6             | 1 | 1        | 2        | 4        |          |          |
| 1993–94      | Quebec Nordiques     | NHL          | 60  | 9             | 23            | 32            | 58            | —             | — | —        | —        | —        |          |          |
| 1994–95      | HC Litvínov, s.r.o.  | ČHL          | 13  | 12            | 10            | 22            | 54            | —             | — | —        | —        | —        |          |          |
| 1994–95      | Quebec Nordiques     | NHL          | 20  | 3             | 6             | 9             | 14            | —             | — | —        | —        | —        |          |          |
| 1995–96      | HC Dadák Vsetín      | ČHL          | 1   | 1             | 1             | 2             | 0             | —             | — | —        | —        | —        |          |          |
| 1995–96      | Colorado Avalanche   | NHL          | 22  | 4             | 11            | 15            | 14            | —             | — | —        | —        | —        |          |          |
| 1995–96      | Montreal Canadiens   | NHL          | 56  | 25            | 35            | 60            | 54            | —             | — | —        | —        | —        |          |          |
| 1996–97      | Montreal Canadiens   | NHL          | 70  | 28            | 27            | 55            | 62            | 5             | 0 | 0        | 0        | 4        |          |          |
| 1997–98      | Montreal Canadiens   | NHL          | 78  | 21            | 32            | 53            | 84            | 10            | 3 | 0        | 3        | 4        |          |          |
| 1998–99      | HC Litvínov, a.s.    | ČHL          | 3   | 2             | 2             | 4             | 0             | —             | — | —        | —        | —        |          |          |
| 1998–99      | Montreal Canadiens   | NHL          | 73  | 17            | 17            | 34            | 50            | —             | — | —        | —        | —        |          |          |
| 1999–00      | Montreal Canadiens   | NHL          | 80  | 25            | 24            | 49            | 70            | —             | — | —        | —        | —        |          |          |
| 2000–01      | Montreal Canadiens   | NHL          | 57  | 16            | 22            | 38            | 66            | —             | — | —        | —        | —        |          |          |
| 2001–02      | Montreal Canadiens   | NHL          | 18  | 2             | 6             | 8             | 12            | —             | — | —        | —        | —        |          |          |
| 2001–02      | Dallas Stars         | NHL          | 42  | 6             | 11            | 17            | 24            | —             | — | —        | —        | —        |          |          |
| 2001–02      | New York Rangers     | NHL          | 15  | 3             | 10            | 13            | 6             | —             | — | —        | —        | —        |          |          |
| 2002–03      | HC Chemopetrol, a.s. | ČHL          | 2   | 1             | 0             | 1             | 2             | —             | — | —        | —        | —        |          |          |
| 2002–03      | St. Louis Blues      | NHL          | 61  | 16            | 14            | 30            | 38            | 7             | 4 | 2        | 6        | 4        |          |          |
| 2003–04      | New York Rangers     | NHL          | 69  | 13            | 29            | 42            | 62            | —             | — | —        | —        | —        |          |          |
| 2003–04      | Vancouver Canucks    | NHL          | 13  | 1             | 2             | 3             | 10            | 7             | 1 | 1        | 2        | 6        |          |          |
| 2004-05      | HC Chemopetrol, a.s. | ČHL          | 38  | 15            | 26            | 41            | 87            | —             | — | —        | —        | —        |          |          |
| 2005–06      | New York Rangers     | NHL          | 52  | 16            | 39            | 55            | 56            | 2             | 0 | 1        | 1        | 2        |          |          |
| 2006–07      | St. Louis Blues      | NHL          | 52  | 12            | 21            | 33            | 48            | —             | — | —        | —        | —        |          |          |
| 2007–08      | St. Louis Blues      | NHL          | 40  | 5             | 11            | 16            | 40            | —             | — | —        | —        | —        |          |          |
| 2008–09      | HC Sparta Praha      | ČHL          | 19  | 5             | 4             | 9             | 26            | —             | — | —        | —        | —        |          |          |
| 2009–10      | HC Sparta Praha      | ČHL          | 52  | 12            | 10            | 22            | 82            | 7             | 2 | 3        | 5        | 8        |          |          |
| 2010–11      | HC Sparta Praha      | ČHL          | 9   | 0             | 2             | 2             | 6             | —             | — | —        | —        | —        |          |          |
| 2010–11      | HC Verva Litvínov    | ČHL          | 23  | 9             | 11            | 20            | 36            | —             | — | —        | —        | —        |          |          |
| 2011–12      | HC Verva Litvínov    | ČHL          | 45  | 16            | 9             | 25            | 94            | —             | — | —        | —        | —        |          |          |
| 2012–13      | HC Verva Litvínov    | ČHL          | 33  | 13            | 14            | 27            | 42            | 7             | 1 | 3        | 4        | 12       |          |          |
| 2013–14      | HC Verva Litvínov    | ČHL          | 45  | 12            | 15            | 27            | 44            | —             | — | —        | —        | —        |          |          |
| 2014–15      | HC Verva Litvínov    | ČHL          | 51  | 19            | 35            | 54            | 64            | 17            | 3 | 8        | 11       | 10       |          |          |
| Celkem v NHL | Celkem v NHL         | Celkem v NHL | 961 | 241           | 371           | 612           | 821           | 37            | 9 | 5        | 14       | 24       |          |          |
| Celkem v ČHL | Celkem v ČHL         | Celkem v ČHL | 334 | 117           | 139           | 256           | 537           | 45            | 7 | 19       | 26       | 56       |          |          |

## Reprezentace
- Premiéra v reprezentaci – 7. února 1991 ve Stockholmu proti Švédsku (Švédské hokejové hry).
- Poslední utkání v reprezentaci – 7. února 2015 v O2 areně proti Rusku (Euro Hockey Tour).

| Rok                       | Tým                       | Soutěž                    | Z  | G  | A  | B  | TM |
| ------------------------- | ------------------------- | ------------------------- | -- | -- | -- | -- | -- |
| 1991                      | Československo 20         | MSJ                       | 7  | 9  | 5  | 14 | 2  |
| 1991                      | Československo            | KP                        | 4  | 0  | 2  | 2  | 4  |
| 1994                      | Česko                     | MS                        | 6  | 2  | 2  | 4  | 8  |
| 1996                      | Česko                     | SP                        | 3  | 0  | 0  | 0  | 2  |
| 1998                      | Česko                     | OH                        | 6  | 3  | 1  | 4  | 4  |
| 1999                      | Česko                     | MS                        | 10 | 4  | 6  | 10 | 16 |
| 2001                      | Česko                     | MS                        | 9  | 2  | 4  | 6  | 30 |
| 2002                      | Česko                     | OH                        | 4  | 0  | 3  | 3  | 2  |
| 2004                      | Česko                     | MS                        | 7  | 5  | 4  | 9  | 6  |
| 2004                      | Česko                     | SP                        | 4  | 1  | 1  | 2  | 10 |
| 2005                      | Česko                     | MS                        | 9  | 2  | 4  | 6  | 22 |
| 2006                      | Česko                     | OH                        | 8  | 1  | 3  | 4  | 0  |
| Mistrovství světa 5×      | Mistrovství světa 5×      | Mistrovství světa 5×      | 41 | 15 | 20 | 35 | 82 |
| Olympijské hry 3×         | Olympijské hry 3×         | Olympijské hry 3×         | 18 | 4  | 7  | 11 | 6  |
| Kanadský/Světový pohár 3× | Kanadský/Světový pohár 3× | Kanadský/Světový pohár 3× | 11 | 1  | 3  | 4  | 16 |